# آژینیو
آژینیو (به لاتین: Aiginio) یک شهرک در یونان است که در پیدنا کلیندرس واقع شده‌است.